# Любе Бошкоскі
Любе Бошкоскі (мак. Љубе Бошкоски, також відомий як Брат Любе; 24 жовтня 1960, с. Челопек, община Брвениця, СРМ, СФРЮ) — македонський політик і колишній міністр внутрішніх справ.

## Біографія
У 1985 році закінчив юридичний факультет Університету Скоп'є. Після цього працював підмайстром в суді, а потім — юридичний радник Фонду медичного страхування в м. Ровінь, Хорватія.

## Політична кар'єра
У 1998 році призначений заступником директора Управління з безпеки і контррозвідки (SSB) в Міністерстві внутрішніх справ Республіки Македонія. 31 січня 2001 став держсекретарем Міністерства.
13 травня 2001 призначений міністром внутрішніх справ.
15 вересня 2002 залишає свою посаду і стає депутатом Зборів Республіки Македонія.

## Звинувачення
Бошкоскі був депортований до Гааги у в'язницю Схевенінген за звинуваченням у вбивстві 10 албанців-цивільних осіб 12 серпня 2001 в селі Люботи. 10 липня 2008 визнаний невинним Гаазьким трибуналом у випадку Люботи в серпні 2001 року і звільнений.

## Кандидат в президенти
На президентських виборах 2009 року виступав як незалежний кандидат і займає 4 місце, отримавши 14,4 % голосів виборців.